# ジム・バーク (映画プロデューサー)
ジム・バーク・Jr（英: Jim Burke, Jr.）は、アメリカ合衆国の映画プロデューサーである。
ミネソタ大学を卒業した彼はライシャー・エンターテイメントの共同設立者となる。また彼はアレクサンダー・ペインとジム・テイラーの制作会社であるアド・ホミネム・エンタープライズの社長であった。同社はフォックス・サーチライト・ピクチャーズとファースト・ルック契約を交わしていた。バークは『ファミリー・ツリー』（2011年）、『バッドトリップ! 消えたNO.1セールスマンと史上最悪の代理出張』（2011年）でプロデューサー、『マイ・ライフ、マイ・ファミリー』（2007年）でエグゼクティブ・プロデューサーを務めた。
『ファミリー・ツリー』（2011年、ペイン監督）と『グリーンブック』（2018年、ピーター・ファレリー監督）でアカデミー作品賞にノミネートされ、後者では受賞も果たした。
2015年にフォーカス・フィーチャーズの制作社長就任が報じられた。

## 受賞とノミネート
| 賞               | 年   | 部門       | 作品名             | 結果       |
| ---------------- | ---- | ---------- | ------------------ | ---------- |
| アカデミー賞     | 2011 | 作品賞     | ファミリー・ツリー | ノミネート |
| アカデミー賞     | 2018 | 作品賞     | グリーンブック     | 受賞       |
| 英国アカデミー賞 | 2011 | 作品賞     | ファミリー・ツリー | ノミネート |
| 英国アカデミー賞 | 2018 | 作品賞     | グリーンブック     | ノミネート |
| 全米製作者組合賞 | 2011 | 劇場映画賞 | ファミリー・ツリー | ノミネート |
| 全米製作者組合賞 | 2018 | 劇場映画賞 | グリーンブック     | 受賞       |